# Cicada orni
Espèce
Cicada orni, la cigale de l'orne ou cigale grise, est une espèce d'insectes hémiptères de la famille des Cicadidae, de la sous-famille Cicadinae et du genre Cicada.
Le nom de l'espèce provient vraisemblablement de Fraxinus ornus (Frêne à fleurs ou Orne). Cette cigale dépose souvent ses œufs sur les branches de cet arbre.

## Description
Les adultes de Cicada orni atteignent environ 25 mm de longueur, avec une envergure des ailes d'environ 70 mm. La coloration du corps varie de marron à gris. La tête montre des yeux grands et proéminents vers les deux côtés, trois petits yeux (ocelles) situés dans la partie supérieure, des antennes très courtes et un long proboscis que l'insecte utilise pour se nourrir de la sève des plantes. Les ailes antérieures sont transparentes et membraneuses, avec des veines bien dessinées et diverses taches noires caractéristiques.

## Habitat
Les cigales adultes peuvent se trouver en été se nourrissant de la sève d'arbres et d'arbustes, grâce à leurs pièces buccales bien adaptées pour la perforation et la succion. Il s'agit d'une espèce clairement arboricole, facile à trouver en terrains cultivés, sur des oliviers, des amandiers et dans des vergers.
Seuls les mâles produisent leur chant bien connu, produit par la contraction et relaxation de leurs membranes abdominales (cymbales). Ce chant remplit la fonction d'attraction sexuelle des femelles. Normalement les mâles chantent dans des groupes de beaucoup d'individus sur les branches des arbres. Lorsque les femelles se rapprochent des mâles, a lieu un cortège, dans lequel les cigales se saisissent à plusieurs reprises et se touchent mutuellement avec leurs pattes. À la fin de ce processus, ils s'accouplent au même endroit.
Les cigales adultes pondent leurs œufs en été, œufs qui écloront après trois à cinq semaines d’incubation.
Contrastant avec à peine le mois et demi que dure la phase de reproduction adulte, les larves vivront plusieurs années sous terre, en se nourrissant de la sève des racines des plantes.

## Distribution
Cette espèce est une des plus communes en Europe du Sud et centrale, au Proche-Orient et en Afrique du Nord.

## Galerie

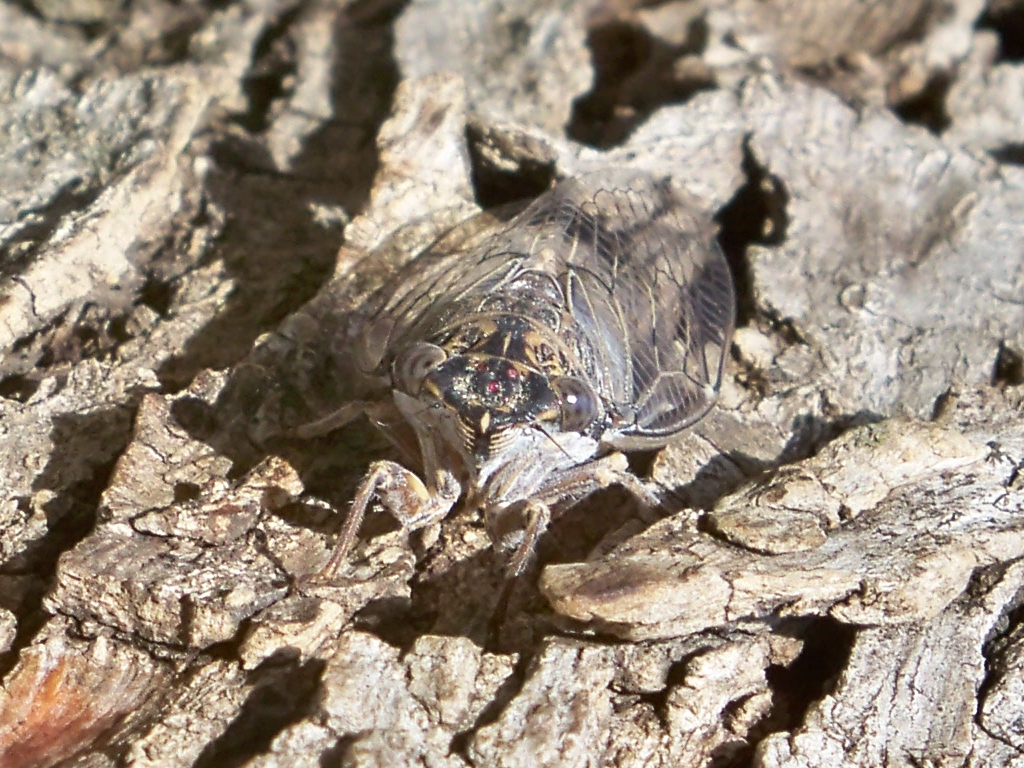
Cicada orni, vue frontale
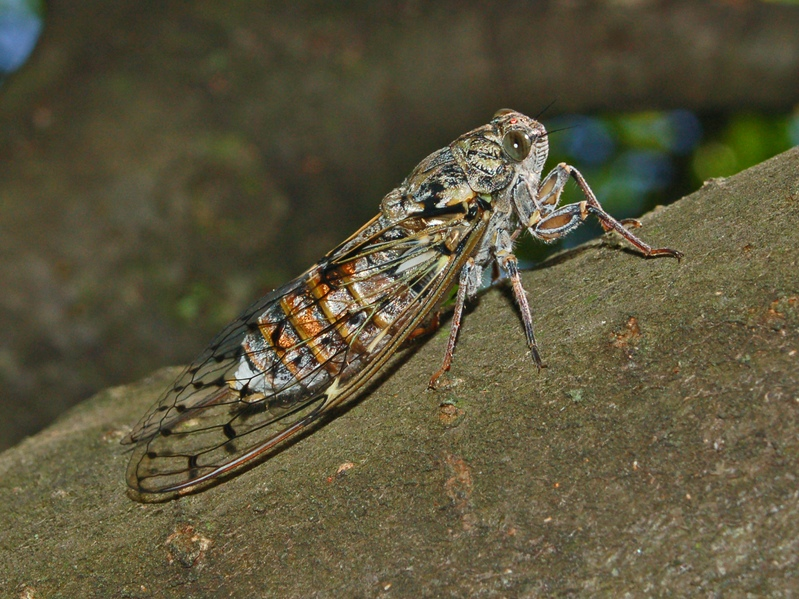
Cicada orni, vue latérale
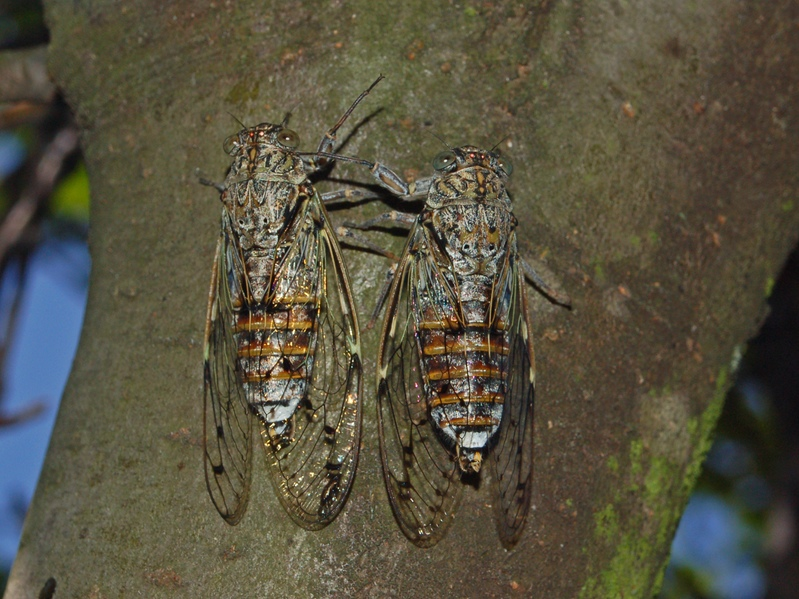
Cicada orni, le cortège
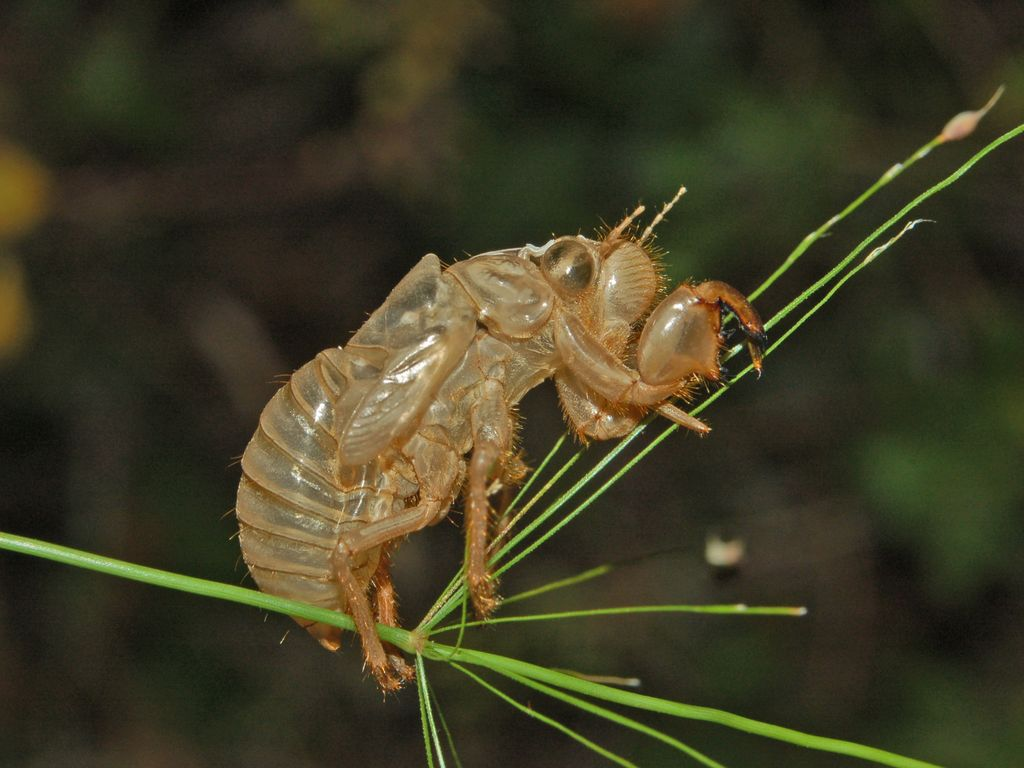
Exuvie de Cicada orni
- Cicada orni cymbalisant et remuant son abdomen, ce qui produit un son particulier (ces cigales ne remuent pas souvent leur abdomen lorsqu'elles cymbalisent)